# Мејс Ландинг (Њу Џерзи)
Мејс Ландинг (енгл. Mays Landing) насељено је место без административног статуса у америчкој савезној држави Њу Џерзи.

## Демографија
По попису из 2010. године број становника је 2.135, што је 186 (-8,0%) становника мање него 2000. године.
| Група             | 2000.         | 2010.         |
| Белци             | 2.058 (88,7%) | 1.807 (84,6%) |
| Афроамериканци    | 116 (5,0%)    | 117 (5,5%)    |
| Азијати           | 17 (0,7%)     | 21 (1,0%)     |
| Хиспаноамериканци | 92 (4,0%)     | 155 (7,3%)    |
| Укупно            | 2.321         | 2.135         |